# Psyco
Psyco је специјализовани управо-на-време компајлер Пајтон оригинално направљен од стране Армина Ригоа и даље одржаван од стране Кристијана Тисмера.
Psyco ради на BSD-базираним оперативним системима, Linux, Mac OS X и Microsoft Windows коришћењем using 32-битне Интелових компатибилних процесора. Psyco је написан у C-у и генерише само x86-базирани код. Наследни пројекат за Psyco је PyPy, који садржи интерпретатор и компајлер који може да генерише C, унапређујући његову компатибилност на више платформи од Psyco-а. Оба дела су написана у Пајтону, али интерпретатор је ограничен на субсет Пајтона, назван RPython.

## Унапређење брзине
Psyco може приметно да убрза апликације везане за процесор. Стварне перформансе зависе веома од апликације и варирају од благих успорења до убрзања од 100 пута.
Осредње унапређење брзине је типично између опсега од 1.5-4x, чинећи Пајтон перформансе близу језицима као што су Smalltalk и Scheme, али и даље спорији од компајлованих језика као што су Фортран, C или неки други JIT језик као што су C# и Јава.

Psyco такође рекламира своју једноставност коришћења: најједноставније Psyco оптимизације укључују додавање само две линије кода на врх скрипте:
```
import
 
psyco

psyco
.
full


```

Ове команде ће увести модул psyco, и учинити да Psyco оптимизује целокупну скрипту. Овај приступ је најбољи за краће скрипте, али демонстрира минималну количину напора потребну да се започне примењивање Psyco оптимизација на већ постојећи програм.

## Даљи рад
Током јула 17. 2009, Кристијан Тисмер најавио је да је постојао рад на Psyco V2. Међутим, током 12. марта 2012, Psyco је најављен да је "неодржаван и мртав" и посетиоци су преусмеравани на сајт PyPy-а.